# Step Up 2
Step Up 2, znany też jako Step Up 2: The Streets to amerykański film muzyczny z 2008 roku, który jest sequelem Step Up: Taniec zmysłów z 2006 roku wydanego przez Touchstone Pictures. Reżyserem jest Jon Chu, choreografami są Jamal Sims, Nadine „Hi Hat” Ruffin oraz Dave Scott. Producentami są Patrick Wachsberger i Erik Feig z Summit Entertainment i Adam Shankman wraz Jennifer Gibgot z Offspring Entertainment.

## Opis fabuły
Andie, dziewczyna z biednej dzielnicy, przybrana siostra Tylera Gage'a (bohatera pierwszej części filmu), kiedy zmarła jej matka zamieszkała u jej najlepszej przyjaciółki. Ma zamiar wraz ze swoją grupą „410” wziąć udział w nielegalnym turnieju tańca „the Streets”. Unikając wyjazdu do ciotki w Teksasie zostaje zapisana do Maryland School of the Arts (MSA). Powoli traci czas, który poświęcała „410” i zostaje wyrzucona z grupy.
Chase, najlepszy i najseksowniejszy uczeń MSA (brat dyrektora) poznaje Andie i razem postanawiają (wraz z pewną grupą tancerzy) stworzyć własną ekipę, która wystartuje w turnieju „The Streets”. Między Chase'em a Andie rozwija się uczucie.

## Obsada
- Robert Hoffman – Chase Collins
- Briana Evigan – Andie West
- Adam G. Sevani – Moose
- Telisha Shaw – Felicia
- Luis Salgado – Alejandro
- Shorty Welch – Bgirl Shorty
- Will Kemp – Blake Collins
- Cassie – Sophie Donovan
- Channing Tatum – Tyler Gage
- Chris O'Brocki – Bandzior z klubu Dragon
- Black Thomas – Tuck
- Dionne Audain – Darczyńca (sceny usunięte)
- Danielle Polanco – Missy
- Tom Townsend – Student MSA
- Katie Corrado – Asystentka Blake'a
- Tony Devon – Obrońca w sądzie
- Kmel Howell – Kmel
- Mark J. Parker – Gość klubu Dragon
- Jason Ford – Student MSA / gość klubu
- Brian Anthony Wilson – Urzędnik MTA
- Jennifer Rouse – Tancerka
- Jesus Maldonado – Główny tancerz
- Harry Shum Jr. – Cable
- Brian Mercer – Student MSA
- Jeremy Isabella – Gość klubu Dragon
- Ava Lenet – Sędzia
- Michael Blumenstock – Chłopak dojeżdżający na zajęcia
- Travis Riddick – Tancerz
- Manny Oliverez – Sąsiad
- Suzanne M. Lee – Tancerka
- Joanna Becker – Osoba dojeżdżająca metrem
- Mari Koda – Jenny Kido
- Thomas M. Hagen – Tancerz
- Ivana Vitomir – Tancerka
- Dennis Farrell – Gość klubu Dragon
- Melissa Merry – Studentka MSA
- Amanda O'Connor – Gość klubu Dragon
- April Tyler – Gość klubu nocnego
- Kate Lacey

## Lista utworów
Utwory z płyty Step Up 2 the Streets Soundtrack
| #   | Tytuł                 | Artysta                          | Długość |
| --- | --------------------- | -------------------------------- | ------- |
| 1.  | "Low"                 | Flo Rida feat. T-Pain            | 3:50    |
| 2.  | "Shake Your Pom Pom"  | Missy Elliott                    | 4:00    |
| 3.  | "Killa"               | Cherish feat. Yung Joc           | 3:50    |
| 4.  | "Hypnotized"          | Plies feat. Akon                 | 3:08    |
| 5.  | "Is It You"           | Cassie                           | 3:57    |
| 6.  | "Can't Help But Wait" | Trey Songz feat. Plies           | 3:24    |
| 7.  | "Church"              | T-Pain                           | 4:00    |
| 8.  | "Ching-A-ling"        | Missy Elliott                    | 3:38    |
| 9.  | "Push"                | Enrique Iglesias feat. Lil Wayne | 3:28    |
| 10. | "3-6-9"               | Cupid feat. B.o.B                | 3:31    |
| 11. | "Impossible"          | Bayje                            | 4:08    |
| 12. | "Lives in Da Club"    | Sophia Fresh feat. Jay Lyriq     | 3:28    |
| 13. | "Girl You Know"       | Scarface feat. Trey Songz        | 4:15    |
| 14. | "Say Cheese"          | KC                               | 4:05    |
| 15. | "Let It Go"           | Brit & Alex                      | 3:21    |
| 16. | "Ain't No Stressin"   | Montana Tucker, Sikora i Denial  | 4:19    |

Inne utwory:
| #   | Tytuł                        | Artysta                                         |
| --- | ---------------------------- | ----------------------------------------------- |
| 17. | "Get Down"                   | Busta Rhymes                                    |
| 18. | "Midnight"                   | Pitbull ft. Casely                              |
| 19. | "The way I are"              | Timbaland ft. Keri Hilson                       |
| 20. | "We All Want the Same Thing" | Kevin Michael                                   |
| 21. | "Whenever There Is You"      | Koop                                            |
| 22. | "Bring Me Flowers"           | Hope                                            |
| 23. | "Lights Off"                 | Trick Daddy                                     |
| 24. | "Bounce"                     | Timbaland ft. Missy Elliott i Justin Timberlake |
| 25. | "Independent"                | Webbie                                          |
| 26. | "No Te Veo"                  | Casa de Leones                                  |
| 27. | "Everything I Can't Have"    | Robin Thicke                                    |
| 28. | "The Humpty Dance"-          | Digital Underground                             |
| 29. | "Haterz Everywhere"          | B.o.B i Wes Fif                                 |
| 30. | "Mmm..."                     | Laura Izibor                                    |
| 31. | "Work It"                    | Pretty Ricky                                    |
| 32. | "Money in the Bank"          | Swizz Beatz                                     |
| 33. | "I'm a G"                    | Yung Joc                                        |
| 34. | "The Potion"                 | Ludacris                                        |
| 35. | "Slide N Crank"              | Kwame B. Holland                                |
| 36. | "Let Go"                     | Kwame B. Holland                                |
| 37. | "Killing in the Name of"     | Rage Against the Machine                        |
| 38. | "The Diary of Jane"          | Breaking Benjamin                               |